# 刘舜 (足球运动员)
刘舜（1993年1月9日—），湖北省人，中国足球运动员，司职前锋。

## 球员生涯
刘舜早年进入武汉卓尔梯队。2010年，17岁的刘舜便开始进入一线队名单并在联赛中出场，成为湖北队历史上征战职业联赛最年轻的队员之一。2011年曾租借至湖北省体育局足球运动管理中心下的湖北青年足球队征战中乙联赛。2013年代表武汉卓尔征战中超预备队联赛
2014年，刘舜离开家乡转投以湖北球员为基础的新疆天山雪豹俱乐部，并参加2014年中甲联赛。